# 中村彰 (ラグビー選手)
中村 彰（なかむら あきら、1987年8月25日 - ）は、日本のラグビー選手。

## プロフィール
- 福岡県出身[1]。
- ポジションはフッカー(HO)。
- 身長 173cm、体重 98kg

## 来歴
2006年、佐賀工業高校卒業後、関東学院大学に入る。
2010年、関東学院大学卒業後、日本IBMビッグブルーに加入。
2012年、福岡サニックスに加入。3シーズンプレーした。
2015年、釜石シーウェイブスへ加入。
2018年、近鉄ライナーズに加入。
2021年、近鉄ライナーズを退団した。